# السيد جونز في الحفلة
السيد جونز في الحفلة (بالإنجليزية: Mr. Jones at the Ball) هو فيلم أبيض وأسود صامت كوميدي أمريكي قصير صدر عام 1908 من إخراج ديفيد غريفيث.، وهو جزء من سلسلة بيوغراف الشهيرة التي كانت تدور حول جونز الذي يحمل الفيلم اسمه. يعرض فيلم موقف الحضور خلال الحفل عندما يتمزق سروال الرجل الأخرق السيد جونز في الحفلة، واتفاقه مع سيدة لإصلاحه. وبقية الضيوف الذين أخطأوا في اختيار الملابس المناسبة للحفل.

## طاقم العمل
- جون ر. كمبسون في دور السيد جونز
- فلورنسا لورانس في دور السيدة جونز
- ماك سينيت في دور كبير الخدم / رجل الشرطة
- جورج جيبهاردت في دور رجل ذو وجه أسود / ضيف في الحفلة
- تشارلز إنزلي في دور ضيف في الحفلة
- آرثر ف. جونسون في دور ضيف
- جيني ماكفيرسون في دور ضيف في الحفلة
- هاري سولتر في دور ضيف في الحفلة
- ماريون سانشاين في دور ضيف